# Cheval Blanc St-Tropez
Pour les articles homonymes, voir Hôtel Cheval Blanc et Cheval Blanc.
Cheval Blanc St-Tropez est un hôtel de luxe, propriété du groupe LVMH qui reprend l'usage de la marque Cheval Blanc inaugurée à Courchevel, également présent à Saint-Barthélémy, aux Maldives, ou encore à Paris (La Samaritaine).
En octobre 2019, l'établissement est promu palace par Atout France.

## Situation et localisation
L'hôtel se trouve sur la Plage de la Bouillabaisse, à l'ouest du centre du village. L'aéroport de Toulon-Hyères se situe à 50,7 km au sud-est de l'établissement.

## Historique
Inaugurée en 1936, La Résidence de la Pinède est achetée en 2016, puis devient Cheval Blanc St-Tropez en 2019,.

## Caractéristiques
L'hôtel possède 30 chambres et suites, un restaurant gastronomique (La Vague d'Or, dirigé par Arnaud Donckele existant déjà avant le rachat et la transformation du lieu) et un spa Guerlain. Jean-Michel Wilmotte a pris part à l’architecture de l’intérieur de l’hôtel.